# Louise Allbritton
Louise Allbritton (ur. 3 lipca 1920, zm. 16 lutego 1979) – amerykańska aktorka filmowa.

## Życiorys
Urodziła się w Oklahoma City w stanie Oklahoma, ale wychowywała w Wichita Falls w Teksasie. Była jedynym dzieckiem swoich rodziców. Jej matka zmarła niespodziewanie, kiedy Louise była dzieckiem. Wychowywana była przez ojca. Louise marzyła by zostać aktorką, lecz jej ojciec nie akceptował jej planów. Wysłał ją na Uniwersytet Oklahomy, gdzie studiowała dziennikarstwo, ale po dwóch latach rzuciła i przeniosła się do Kalifornii, gdzie dołączyła do Pasadena Playhouse. Grywała sporadycznie na deskach teatru, lecz długo bezskutecznie starała się o rolę filmową. Wobec braku sukcesów zaczęła rozważać rezygnację i powrót do domu. Została jednak zauważona przez przedstawiciela wytwórni Columbia Pictures i dostała rolę w filmie „Not A Ladies Man”.
Wkrótce potem podpisała wieloletni kontrakt z Universal Pictures. Zagrała dla nich w około 20 filmach. Do najważniejszych można zaliczyć: „Syn Draculi”, „An Innocent Affair”, „Doolinowie z Oklahomy”. Podczas II wojny światowej Allbritton występowała z trupą USO dającą występy dla żołnierzy na froncie. Po wojnie pojawiała się też w serialach telewizyjnych.
Jej bliską przyjaciółką była Carole Landis. Ta z kolei przyjaźniła się z Charlesem Collingwoodem, który w 1946 roku został mężem Louise.
Zmarła na raka kręgosłupa w Puerta Vallarta w Meksyku. Miała 59 lat.

## Filmografia wybrana[2]
- 1942: Pittsburgh
- 1943: Syn Draculi (Son of Dracula)
- 1944: San Diego kocham cię (San Diego I Love You)
- 1947: Jajko i ja (The Egg and I)
- 1948: Gosposia do wszystkiego (Sitting Pretty)
- 1949: Doolinowie z Oklahomy (The Doolins of Oklahoma)